# Љиљана Кнежевић
Љиљана Кнежевић (15. мај 1969, Латковац) је бивша српска рукометашица. За репрезентацију Југославије, Србије и Црне Горе и Србије играла је више од 240 пута. Са 4500 датих голова проглашена је најбољим рукометним стрелцем свих времена. Са сениорском репрезентацијом освојила је бронзану медаљу на Светском првенству 2001. и златно на Медитеранским играма 1991.
У каријери која је трајала више од дведесет осам година играла је за велики број клубова. Неки од њих су: Напредак Крушевац, Раднички Београд, ДИН Ниш, Будућност Подгорица, Јагодина. Пет пута је освојила Куп купова Европе, Куп градова Европе и три пута друго место у Лиги Шампиона.
Била је такође тренер рукометашица Жупе из Александровца.
Висока је 176 центиметара.